# Escuela metódica (historiografía)

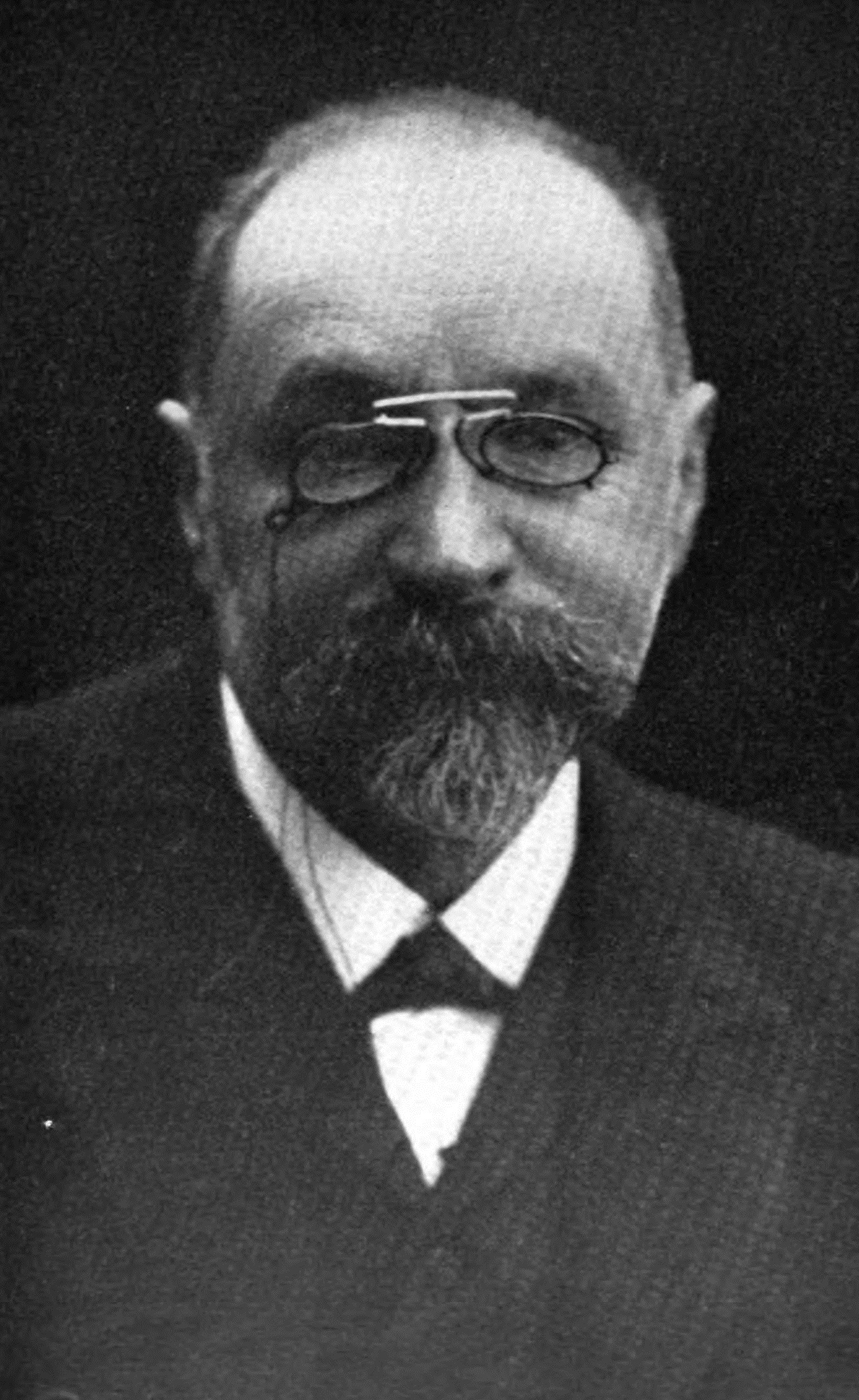
Charles Seignobos, una de las figuras de la Escuela Metódica, hacia 1909.

La Escuela metódica es una corriente historiográfica francesa de finales del siglo XIX, vinculada con la Revue historique y a Gabriel Monod.
La escuela historiográfica llamada metódica (o más impropiamente positivista), surge durante el período de la Tercera República en Francia, fuertemente inspirada en el historicismo alemán. Sus grandes principios se exponen en dos textos: Le manifieste, coescrito por Gabriel Monod y Gustave Fagniez para lanzar la Revue historique en 1876 y la Introduction aux études historiques de Charles-Victor Langlois y Charles Seignobos que fue la obra de referencia de esta escuela metódica.

## Inspirada en el modelo alemán
A partir de la década de 1860, el ministerio envió, bajo la dirección de Victor Duruy, investigadores a las universidades alemanas para comprender su modelo. Lo que sorprende a los franceses que visitan Alemania es la influencia de varias universidades alemanas, como la Universidad Humboldt de Berlín, mientras que en Francia el peso de la Sorbona es abrumador y aporta pocas innovaciones.
Después de la guerra franco-prusiana de 1870, un "juego de espejos" se instaló con Alemania, cuando la superioridad del sistema educativo alemán se convirtió en una de las razones de la derrota. En la década de 1870, entramos en la crisis alemana del pensamiento francés. Esta expresión resume el complejo de inferioridad que sienten los franceses frente a los alemanes desde principios del siglo XIX, que se debe principalmente al ascenso del poder de Prusia y luego de Alemania en los campos político, económico e intelectual. Estos últimos se dotaron muy pronto de un sistema de enseñanza muy eficaz en el que académicos y estudiantes germánicos buscaban conocimientos y movilidad perpetua y en el que los historiadores se profesionalizaban. Seignobos y Lavisse piensan que el modelo alemán es mejor que el modelo francés, lo que les anima a reformar el sistema educativo porque para Lavisse: «No nos negamos a la ambición de hacerlo mejor que nuestros vecinos».
Fue Bourdeau quien, en Historia y los historiadores, publicado en 1888, criticó la escuela metódica. Para él, este último se inspira en el positivismo de Auguste Comte, es decir que el historiador debe estudiar todas las facetas de la historia. También se inspira en historiadores alemanes como Leopold von Ranke, que impone cuatro reglas metodológicas:
- El historiador no debe juzgar ni interpretar el pasado, sino informarlo con precisión,
- Debe haber una separación total entre el historiador y el hecho histórico,
- La historia existe en sí misma y por tanto podemos llegar a una historia precisa,
- La tarea del historiador es encontrar y reunir hechos verificados para constituir una historia que se organice por sí misma.

Sin embargo, este ideal positivista de la historia solicitado por Bourdeau es poco seguido ya que en tal caso, la historia es vista como un objeto que no puede ser interpretado ni analizado, lo que obliga a los historiadores a centrarse en los hechos.

## Métodos históricos
En la guía de Introduction aux études historiques destinada a los estudiantes, Langlois y Seignobos definen las reglas aplicables a la disciplina. La Historia «es sólo la puesta en obra de documentos.» La escuela metódica quiere imponer la investigación científica excluyendo toda especulación filosófica y apuntando a la objetividad absoluta en el campo de la historia. Cree que logra la objetividad aplicando técnicas rigurosas en cuanto al inventario de las fuentes (que son la base del trabajo del historiador), tratándolas con rigor y haciendo una crítica objetiva de los documentos.
Para los metódicos, la historia no puede ser una ciencia real, lo que marca una ruptura con los científicos. Son conscientes de que la historia es un «conocimiento por huellas», que hace referencia a la idea de que los historiadores no pueden tener relaciones directas con los hechos que estudian debido a la diacronía. El trabajo del historiador es analizar el carácter subjetivo del documento y comprender qué hay entre él y el hecho. Este trabajo de deconstrucción se llama «trabajo crítico» por los métodos que se dividen en dos etapas:

## LaRevue historique
La Revue historique es una revista de historia francesa creada en 1876 por el protestante Gabriel Monod y el católico Gustave Fagniez. Esta nueva revista es una reacción contra la Revue des questions historique creada diez años antes y que reflejaba el pensamiento de una derecha ultramontana y legitimista.